# Mitchell Lovelock-Fay
Mitchell Lovelock-Fay (Canberra, 12 januari 1992) is een Australisch voormalig wielrenner.

## Overwinningen
2010
 Wereldkampioen ploegenachtervolging, Junioren (met Edward Bissaker, Jordan Kerby en Jackson Law)
2012
2e etappe Ronde van Thailand
Eindklassement Ronde van Thailand
2013
Jongerenklassement Ronde van Marokko
2014
3e etappe Tour of Toowoomba
Proloog en 4e etappe Ronde van Southland
Eindklassement Ronde van Southland
2015
Proloog Ronde van Southland

## Ploegen
- 2011 –  Team Jayco-AIS
- 2013 –  Christina Watches-Onfone
- 2014 –  Avanti Racing Team
- 2015 –  Avanti Racing Team

Aitken · Carver · Donnelly · Durbridge · Dyball · Ellis · Hepburn · Howson · Kerby · Lane · Lang · Lovelock-Fay · McCarthy · McCulloch · Niblett · Perkins · Rudolph · Sunderland
Beckinsale · Clark · Cooper · Davis · Donnelly · Dyball · Fetch · Flakemore · Giacoppo · Gunman · Haig · Jones · Law · Lovelock-Fay · O'Brien · Robinson · van der Ploeg